# مرض غورهام
مرض جورهام (بالإنجليزية: Gorham's disease)‏، والمعروف أيضًا باسم مرض عظام التلاشي في جورهام ومرض العظام الوهمية، وهو مرض عظمي نادرٌ جدًا يحدث لسببٍ غير معروف، وتتميز بالانتشار غير المنضبط للقنوات الوعائية أو الليمفاوية المنتشرة ذات الجدران الرقيقة داخل العظام، والتي تؤدي إلى ارتشاف واستبدال العظام بأورامٍ وعائية و/أو تليف. العلاجات الحالية تجريبية فقط.

## أعراضه
أعراض مرض غورهام اعتمادًا على العظام المعنية. قد يؤثر على أي جزء من الهيكل العظمي، ولكن أكثر المواقع شيوعًا للمرض هي الكتف، الجمجمة، حزام الحوض، الفك، الأضلاع، والعمود الفقري.
في بعض الحالات، لا تظهر أي أعراض حتى يحدث الكسر إما تلقائيًا أو بعد حدوث صدمة بسيطة، مثل السقوط. قد تحدث بداية حادة من ألم وتورم موضعي. والأكثر شيوعًا هو أن الألم الناجم عن عدم وجود سبب واضح يزداد في التكرار والشدة بمرور الوقت وقد يصاحبه في النهاية ضعف وتشوه ملحوظ في المنطقة. معدل التقدم لا يمكن التنبؤ به، ويمكن أن يكون التكهن صعبا. قد يستقر المرض بعد عدة سنوات، أو يتحول إلى مغفرة تلقائية، أو في الحالات التي تنطوي على الصدر والعمود الفقري العلوي، تكون قاتلة. تكرار المرض بعد مغفرة يمكن أن يحدث أيضا. تورط العمود الفقري وقاعدة الجمجمة قد يسبب نتائج سيئة من المضاعفات العصبية. في كثير من الحالات، تكون النتيجة النهائية لمرض جورهام هي التشوه الشديد والإعاقة الوظيفية.
قد تظهر أعراض مثل صعوبة التنفس وألم في الصدر إذا كان المرض موجودًا في الأضلاع أو الكتف أو الفقري الصدري. هذه قد تشير إلى أن المرض قد انتشر من العظام إلى تجويف الصدر. يمكن تشخيص مشاكل التنفس على أنها ربو، لأن الأضرار التي لحقت بالرئتين يمكن أن تسبب نفس أنواع التغييرات في اختبار وظائف الرئة كما يظهر في الربو.

## علاجه
علاج مرض غورهام هو في معظمه ملطف ومقصور على إدارة الأعراض.
في بعض الأحيان، يتوقف تدمير العظام تلقائيًا ولا يلزم أي علاج، ولكن عندما يكون المرض تقدمًا، قد يكون التدخل العدواني ضروريًا. أفاد دوفي وزملاؤه أن حوالي 17% من المصابين بمرض جورهام في الضلوع أو الكتف أو العمود الفقري العلوي يعانون من امتداد المرض إلى الصدر، مما يؤدي إلى تشيلوثوراكس مع عواقبه الخطيرة، وأن معدل الوفيات في هذه المجموعة يمكن أن تصل إلى 64% دون تدخل جراحي.